# Idalina Borges Mesquita
Idalina Borges Mesquita (* 2. Juli 1976 in Rio de Janeiro) ist eine ehemalige brasilianische Handballspielerin.

## Karriere
Idalina Borges Mesquita spielte ab dem Jahr 1991 beim brasilianischen Verein Clube Esportivo Mauá. Im Jahr 2006 schloss sich die Rechtshänderin dem deutschen Bundesligisten HC Leipzig an, mit dem sie 2007 und 2008 die Meisterschaft gewann. Anschließend wechselte die Außenspielerin zum österreichischen Verein Hypo Niederösterreich. Mit Hypo errang sie 2009 und 2010 jeweils die Meisterschaft und den ÖHB-Cup. Im Jahr 2010 kehrte sie in die deutsche Bundesliga zurück, wo sie beim Thüringer HC unter Vertrag stand. Mit dem THC feierte Borges Mesquita 2011 den Gewinn der Meisterschaft und des DHB-Pokals. Nach dem Gewinn der Meisterschaft 2012 beendete sie ihre Karriere. Anschließend kehrte Idalina Borges Mesquita nach Brasilien zurück, wo sie in Rio de Janeiro als Sportlehrerin tätig ist.
Idalina Borges Mesquita bestritt über 200 Länderspiele für die brasilianische Nationalmannschaft. Mit der brasilianische Auswahl gewann sie die Panamerikaspiele 1999, Panamerikaspiele 2003 und Panamerikaspiele 2007. Des Weiteren nahm sie an den Olympischen Spielen 2000, Olympischen Spielen 2004 und Olympischen Spielen 2008 teil. Bei den World Games gewann sie mit der brasilianischen Beachhandball-Auswahl 2005 den Titel.